# Колонија (Јап)
Колонија је највећи и главни град острвске државе Јап која је у саставу Савезне Државе Микронезије. По процени из 2010. у насељу живи 3.126 становника.